# فريدريك الكسندر
فريدريك الكسندر (4 يونيو 1924 - 17 مايو 1984) (بالإنجليزية: Frederick Alexander)‏ هو لاعب كريكت بريطاني (وحمل سابقاً جنسية المملكة المتحدة لبريطانيا العظمى وأيرلندا). شارك مع منتخب إنجلترا للكريكت.